# Cal Cardenyes (Reus)
Cal Cardenyes sovint ortografiat Cardeñas, era un antic casal, avui desaparegut, que es trobava a la plaça del Mercadal de Reus.
Va ser construïda als inicis del segle xvii, per Miquel Simó, notari i jurat del Consell de la vila, germà de Josep de Simó, comerciant i ciutadà honrat que va ser alcalde de Reus el 1721. Per això la casa va ser coneguda com a cal Simó, fins que el 1820 va passar a ser la residència de Lluís Maria de Cardeñas (o Cardenyes), un hisendat emparentat amb els Simó i els Aixemús, riques famílies reusenques. El primer Cardenyes, procedent de l'Urgell, s'havia casat amb una pubilla Simó.
Quan es va construir, era la casa més espaiosa de Reus, amb porxos a la façana que donava a la plaça del Mercadal, on tenia una entrada. Un altre accés a l'edifici, la porta principal, era pel carrer de Jesús i la casa s'estenia fins al carrer de la Galera. Als seus baixos, el 1814, Josep Brunet, que havia tornat de França on havia estat desterrat per pertànyer a la societat secreta dels "Filadelfos", va obrir una botiga, on es reunien elements progressistes de la ciutat i on es va organitzar la primera diligència que va unir Reus amb Barcelona el 1815. Güell i Mercader explica que els porxos de Cal Cardenyes es van dir durant molts anys "lo porxo dels senyors", perquè hi passejaven les persones més distingides de Reus, i es reunien a la botiga existent i a altres de veïnes a fer tertúlia.
En el segle xix a cal Cardenyes hi van néixer Josep Güell i Mercader (Reus 1839-1905) polític republicà, i Eduard Toda (Reus 1855 - Poblet 1941), diplomàtic i Bibliòfil. Una de les coses notables de l'edifici era el gran jardí arbrat al pati del primer pis. El 1870 es va instal·lar a la plaça del Mercadal, davant d'aquesta casa, el quiosc de Pau Bolart. Als darrers anys del segle xix, la planta baixa va ser botiga i escola de monges, i el pis principal la seu de la Societat La Palma i de la Lliga Catalanista. El 1898 va ser adquirida per Joaquim Navàs que la va fer fotografiar el 1901, just abans d'enderrocar-la per a construir-hi la Casa Navàs, obra emblemàtica de Domènech i Montaner.